# Consejo de Ministros del Interior
El Consejo de Ministros del Interior (en polaco: Krajowa Rada Ministrów) era parte del Gobierno polaco en el exilio que residía en la Polonia ocupada. Fue el máximo ejecutivo del Estado secreto polaco, creado el 26 de julio de 1944 a partir de la Delegación del Gobierno en Polonia. Fue dirigido por el Viceprimer Ministro polaco, Jan Stanisław Jankowski, y dividido en departamentos representativos de los ministerios polacos de antes de la guerra y otras oficinas. La mayoría de sus miembros, incluido Jankowski, fueron detenidos el 27 de marzo de 1945 por la NKVD y condenados en el juicio de los dieciséis. Los líderes restantes del Estado secreto decidieron no volver a crear el Consejo.